# Villeneuve-de-Berg
Villeneuve-de-Berg is een gemeente in het Franse departement Ardèche (regio Auvergne-Rhône-Alpes). De plaats maakt deel uit van het arrondissement Largentière. Villeneuve-de-Berg telde op 1 januari 2022 3.031 inwoners.

## Geografie
De oppervlakte van Villeneuve-de-Berg bedroeg op 1 januari 2022 24,61 vierkante kilometer; de bevolkingsdichtheid was toen 123,2 inwoners per km².
De onderstaande kaart toont de ligging van Villeneuve-de-Berg met de belangrijkste infrastructuur en aangrenzende gemeenten.

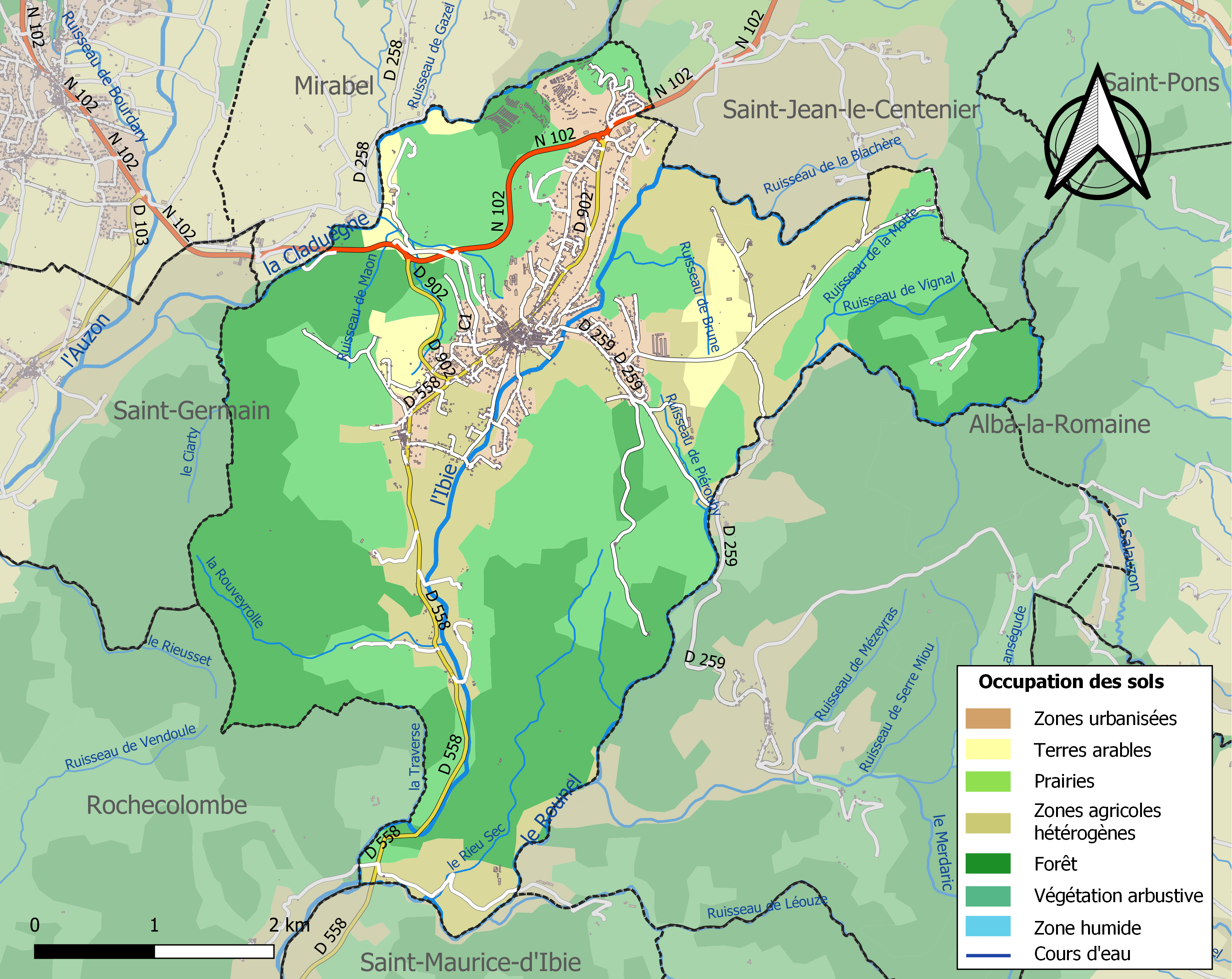

## Demografie
Onderstaande figuur toont het verloop van het inwonertal (bron: INSEE-tellingen).

Vanwege een beveiligingsprobleem met de MediaWiki Graph-software is het momenteel niet mogelijk deze grafiek weer te geven. Zodra de software is bijgewerkt zal de grafiek vanzelf weer zichtbaar worden.

## Geboren
- Olivier De Serres (1539-1619), landbouwkundige